# Odenwaldstraße 35
Das Fachwerkhaus in der Odenwaldstraße 35 ist ein Bauwerk in Darmstadt-Eberstadt.

## Geschichte und Beschreibung
Das Fachwerkhaus wurde im 18. Jahrhundert erbaut.
Das barocke Fachwerkgebäude besitzt ein massives Erdgeschoss.
Das giebelständige Gebäude hat ein Satteldach mit einem kleinen abgewalmten Dachfirst.
An den Giebelfenstern gibt es alte Holzklappläden.
Im Erdgeschoss gibt es Fenstergewände aus Sandstein.
Die Toranlage aus der Bauzeit hat eine Verdachung mit Biberschwanzziegeln und stark profilierte aufliegende Holzbalken.

## Denkmalschutz
Das Fachwerkhaus wurde aus architektonischen und stadtgeschichtlichen Gründen zum Kulturdenkmal erklärt.